# Raionul Kalanceak, Herson
Kalanceak (în ucraineană Каланчацький район, transliterat: Kalanceațkîi raion) este un raion în regiunea Herson, Ucraina. Reședința sa este așezarea de tip urban Kalanceak.

## Demografie
Componența lingvistică a raionului Kalanceak
     Ucraineană (88,78%)
     Rusă (9,55%)
     Alte limbi (0,45%)
Conform recensământului din 2001, majoritatea populației raionului Kalanceak era vorbitoare de ucraineană (88,78%), existând în minoritate și vorbitori de rusă (9,55%).